# Campeonato Mundial Masculino de Curling de 2011
O Campeonato Mundial Masculino de Curling de 2011 foi disputado entre 2 e 10 de abril em Regina, Canadá.

## Equipes participantes
| Canadá | China | Chéquia |
| --- | --- | --- |
| Charleswood CC, Winnipeg Primeiro: Jeff Stoughton Terceiro: Jon Mead Segundo: Reid Carruthers Capitão: Steve Gould Reserva: Garth Smith                 | Heilongjiang Club, Harbin Primeiro: Chen Lu'an Terceiro: Li Guangxu Segundo: Ji Yansong Capitão: Guo Wenli Reserva: Ba Dexin                         | Brno CK, Brno Primeiro: Jiri Snítil Terceiro: Martin Snítil Segundo: Jindrich Kitzberger Capitão: Marek Vydra Reserva: Jakub Bares         |
| Dinamarca | França | Alemanha |
| Hvidovre CC, Hvidovre Primeiro: Thomas Stjerne Terceiro: Per Berg Segundo: Peter Andersen Capitão: Anders Søderblom Reserva: Jan Nebelong               | Chamonix CC, Chamonix Fourth: Tony Angiboust Primeiro: Thomas Dufour Segundo: Lionel Roux Capitão: Wilfrid Coulot Reserva: Jan Ducroz                | CC Füssen, Füssen Primeiro: Andy Kapp Terceiro: Andreas Lang Segundo: Daniel Herberg Capitão: Markus Messenzehl Reserva: Holger Höhne      |
| Noruega | Escócia | Coreia do Sul |
| Snarøen CC, Oslo Primeiro: Thomas Ulsrud Terceiro: Torger Nergård Segundo: Christoffer Svae Capitão: Håvard Vad Petersson Reserva: Markus Snøve Høiberg | Aberdeen CC, Aberdeen Primeiro: Tom Brewster Terceiro: Greg Drummond Segundo: Scott Andrews Capitão: Michael Goodfellow Reserva: Duncan Fernie       | Gangwon Province CC, Gangwon Primeiro: Lee Dong-keun Terceiro: Kim Soo-hyuk Segundo: Kim Tae-hwan Capitão: Nam Yoon-ho Reserva: Lee Ye-jun |
| Suécia | Suíça | Estados Unidos |
| Karlstads CK, Karlstad Primeiro: Niklas Edin Terceiro: Sebastian Kraupp Segundo: Fredrik Lindberg Capitão: Viktor Kjäll Reserva: Oskar Eriksson         | St. Moritz CC, São Moritz Primeiro: Christof Schwaller Terceiro: Marco Ramstein Segundo: Robert Hürlimann Capitão: Urs Eichhorn Reserva: Sven Michel | Bemidji CC, Bemidji Primeiro: Pete Fenson Terceiro: Shawn Rojeski Segundo: Joe Polo Capitão: Ryan Brunt Reserva: Scott Baird               |

## Classificação
| País           | Capitão            | V  | D  | PF | PS | EV | EP | EB | ERF | Arremesso (%) |
| -------------- | ------------------ | -- | -- | -- | -- | -- | -- | -- | --- | ------------- |
| Canadá         | Jeff Stoughton     | 10 | 1  | 84 | 49 | 47 | 37 | 17 | 11  | 90            |
| Escócia        | Tom Brewster       | 9  | 2  | 72 | 54 | 42 | 38 | 22 | 10  | 83            |
| Suécia         | Niklas Edin        | 7  | 4  | 81 | 58 | 50 | 39 | 9  | 13  | 90            |
| Noruega        | Thomas Ulsrud      | 7  | 4  | 64 | 63 | 47 | 42 | 18 | 13  | 84            |
| França         | Thomas Dufour      | 7  | 4  | 75 | 64 | 48 | 37 | 10 | 13  | 83            |
| Alemanha       | Andy Kapp          | 6  | 5  | 71 | 64 | 48 | 46 | 13 | 11  | 80            |
| Suíça          | Christof Schwaller | 6  | 5  | 68 | 67 | 47 | 43 | 15 | 16  | 85            |
| Chéquia        | Jiri Snítil        | 5  | 6  | 58 | 72 | 38 | 43 | 14 | 7   | 81            |
| China          | Chen Lu'an         | 4  | 7  | 51 | 71 | 35 | 47 | 24 | 4   | 83            |
| Estados Unidos | Pete Fenson        | 3  | 8  | 59 | 67 | 40 | 47 | 14 | 9   | 85            |
| Coreia do Sul  | Lee Dong-keun      | 2  | 9  | 61 | 85 | 39 | 47 | 13 | 7   | 80            |
| Dinamarca      | Tommy Stjerne      | 0  | 11 | 50 | 87 | 37 | 45 | 12 | 6   | 78            |

## Primeira fase
Todos os horários estão na hora local (UTC-3).

### 1ª rodada
2 de abril, 13h30
| Pista A | LSFE    | 1 | 2 | 3 | 4 | 5 | 6 | 7 | 8 | 9 | 10 | Final |
| ------- | ------- | - | - | - | - | - | - | - | - | - | -- | ----- |
| Canadá  | Martelo | 1 | 0 | 0 | 1 | 3 | 0 | 0 | 1 | 2 | X  | 8     |
| Suíça   |         | 0 | 0 | 2 | 0 | 0 | 1 | 1 | 0 | 0 | X  | 4     |

| Pista B        | LSFE    | 1 | 2 | 3 | 4 | 5 | 6 | 7 | 8 | 9 | 10 | Final |
| -------------- | ------- | - | - | - | - | - | - | - | - | - | -- | ----- |
| Estados Unidos |         | 2 | 1 | 0 | 1 | 0 | 2 | 0 | 1 | 0 | X  | 7     |
| Dinamarca      | Martelo | 0 | 0 | 1 | 0 | 1 | 0 | 1 | 0 | 1 | X  | 4     |

| Pista C | LSFE    | 1 | 2 | 3 | 4 | 5 | 6 | 7 | 8 | 9 | 10 | Final |
| ------- | ------- | - | - | - | - | - | - | - | - | - | -- | ----- |
| Chéquia | Martelo | 1 | 0 | 0 | 1 | 0 | 0 | 1 | 0 | 2 | 0  | 5     |
| França  |         | 0 | 0 | 2 | 0 | 0 | 2 | 0 | 2 | 0 | 3  | 9     |

| Pista D       | LSFE    | 1 | 2 | 3 | 4 | 5 | 6 | 7 | 8 | 9 | 10 | 11 | Final |
| ------------- | ------- | - | - | - | - | - | - | - | - | - | -- | -- | ----- |
| Noruega       |         | 0 | 0 | 2 | 1 | 0 | 0 | 0 | 2 | 1 | 1  | 1  | 8     |
| Coreia do Sul | Martelo | 0 | 3 | 0 | 0 | 2 | 1 | 1 | 0 | 0 | 0  | 0  | 7     |

### 2ª rodada
2 de abril, 19h00
| Pista A  | LSFE    | 1 | 2 | 3 | 4 | 5 | 6 | 7 | 8 | 9 | 10 | Final |
| -------- | ------- | - | - | - | - | - | - | - | - | - | -- | ----- |
| Alemanha |         | 0 | 0 | 0 | 2 | 0 | 2 | 0 | 0 | 0 | X  | 4     |
| China    | Martelo | 0 | 0 | 2 | 0 | 1 | 0 | 1 | 1 | 1 | X  | 6     |

| Pista B       | LSFE    | 1 | 2 | 3 | 4 | 5 | 6 | 7 | 8 | 9 | 10 | Final |
| ------------- | ------- | - | - | - | - | - | - | - | - | - | -- | ----- |
| França        | Martelo | 0 | 2 | 1 | 0 | 1 | 2 | 0 | 2 | X | X  | 8     |
| Coreia do Sul |         | 0 | 0 | 0 | 1 | 0 | 0 | 1 | 0 | X | X  | 2     |

| Pista C | LSFE    | 1 | 2 | 3 | 4 | 5 | 6 | 7 | 8 | 9 | 10 | Final |
| ------- | ------- | - | - | - | - | - | - | - | - | - | -- | ----- |
| Suécia  | Martelo | 1 | 0 | 0 | 2 | 0 | 2 | 0 | 0 | 1 | 0  | 6     |
| Escócia |         | 0 | 1 | 0 | 0 | 2 | 0 | 3 | 0 | 0 | 1  | 7     |

| Pista D   | LSFE    | 1 | 2 | 3 | 4 | 5 | 6 | 7 | 8 | 9 | 10 | Final |
| --------- | ------- | - | - | - | - | - | - | - | - | - | -- | ----- |
| Dinamarca |         | 0 | 1 | 3 | 0 | 0 | 0 | 1 | 0 | X | X  | 5     |
| Canadá    | Martelo | 2 | 0 | 0 | 0 | 1 | 4 | 0 | 2 | X | X  | 9     |

### 3ª rodada
3 de abril, 8h30
| Pista B | LSFE    | 1 | 2 | 3 | 4 | 5 | 6 | 7 | 8 | 9 | 10 | 11 | Final |
| ------- | ------- | - | - | - | - | - | - | - | - | - | -- | -- | ----- |
| Chéquia | Martelo | 2 | 0 | 0 | 0 | 1 | 0 | 0 | 0 | 2 | 0  | 2  | 7     |
| Noruega |         | 0 | 1 | 0 | 1 | 0 | 0 | 0 | 2 | 0 | 1  | 0  | 5     |

| Pista C        | LSFE    | 1 | 2 | 3 | 4 | 5 | 6 | 7 | 8 | 9 | 10 | Final |
| -------------- | ------- | - | - | - | - | - | - | - | - | - | -- | ----- |
| Suíça          | Martelo | 1 | 0 | 2 | 0 | 1 | 0 | 1 | 1 | 0 | X  | 6     |
| Estados Unidos |         | 0 | 2 | 0 | 1 | 0 | 0 | 0 | 0 | 1 | X  | 4     |

### 4ª rodada
3 de abril, 13h30
| Pista A       | LSFE    | 1 | 2 | 3 | 4 | 5 | 6 | 7 | 8 | 9 | 10 | Final |
| ------------- | ------- | - | - | - | - | - | - | - | - | - | -- | ----- |
| Coreia do Sul |         | 0 | 0 | 1 | 0 | 1 | 1 | 1 | 0 | 2 | X  | 6     |
| Escócia       | Martelo | 1 | 1 | 0 | 5 | 0 | 0 | 0 | 2 | 0 | X  | 9     |

| Pista B  | LSFE    | 1 | 2 | 3 | 4 | 5 | 6 | 7 | 8 | 9 | 10 | Final |
| -------- | ------- | - | - | - | - | - | - | - | - | - | -- | ----- |
| Canadá   |         | 0 | 0 | 2 | 0 | 1 | 0 | 2 | 0 | 1 | 1  | 7     |
| Alemanha | Martelo | 0 | 1 | 0 | 1 | 0 | 1 | 0 | 1 | 0 | 0  | 4     |

| Pista C   | LSFE    | 1 | 2 | 3 | 4 | 5 | 6 | 7 | 8 | 9 | 10 | Final |
| --------- | ------- | - | - | - | - | - | - | - | - | - | -- | ----- |
| China     |         | 0 | 0 | 3 | 1 | 0 | 1 | 0 | 2 | 0 | 0  | 7     |
| Dinamarca | Martelo | 1 | 1 | 0 | 0 | 1 | 0 | 0 | 0 | 3 | 0  | 6     |

| Pista D | LSFE    | 1 | 2 | 3 | 4 | 5 | 6 | 7 | 8 | 9 | 10 | Final |
| ------- | ------- | - | - | - | - | - | - | - | - | - | -- | ----- |
| Suécia  | Martelo | 2 | 0 | 0 | 1 | 0 | 1 | 0 | 2 | 0 | 1  | 7     |
| França  |         | 0 | 2 | 1 | 0 | 1 | 0 | 1 | 0 | 1 | 0  | 6     |

### 5ª rodada
3 de abril, 19h00
| Pista A        | LSFE    | 1 | 2 | 3 | 4 | 5 | 6 | 7 | 8 | 9 | 10 | Final |
| -------------- | ------- | - | - | - | - | - | - | - | - | - | -- | ----- |
| Suécia         | Martelo | 2 | 0 | 0 | 2 | 3 | 0 | 4 | X | X | X  | 11    |
| Estados Unidos |         | 0 | 0 | 1 | 0 | 0 | 1 | 0 | X | X | X  | 2     |

| Pista B | LSFE    | 1 | 2 | 3 | 4 | 5 | 6 | 7 | 8 | 9 | 10 | Final |
| ------- | ------- | - | - | - | - | - | - | - | - | - | -- | ----- |
| Escócia | Martelo | 0 | 2 | 2 | 0 | 2 | 0 | 0 | 0 | 0 | 4  | 10    |
| Suíça   |         | 0 | 0 | 0 | 2 | 0 | 0 | 1 | 2 | 1 | 0  | 6     |

| Pista C  | LSFE    | 1 | 2 | 3 | 4 | 5 | 6 | 7 | 8 | 9 | 10 | Final |
| -------- | ------- | - | - | - | - | - | - | - | - | - | -- | ----- |
| Noruega  |         | 0 | 0 | 2 | 0 | 1 | 0 | 1 | 3 | 1 | 0  | 8     |
| Alemanha | Martelo | 1 | 2 | 0 | 2 | 0 | 3 | 0 | 0 | 0 | 1  | 9     |

| Pista D | LSFE    | 1 | 2 | 3 | 4 | 5 | 6 | 7 | 8 | 9 | 10 | Final |
| ------- | ------- | - | - | - | - | - | - | - | - | - | -- | ----- |
| Chéquia | Martelo | 0 | 4 | 0 | 0 | 2 | 0 | 1 | 0 | 1 | X  | 8     |
| China   |         | 0 | 0 | 2 | 0 | 0 | 1 | 0 | 2 | 0 | X  | 5     |

### 6ª rodada
4 de abril, 8h30
| Pista A   | LSFE    | 1 | 2 | 3 | 4 | 5 | 6 | 7 | 8 | 9 | 10 | Final |
| --------- | ------- | - | - | - | - | - | - | - | - | - | -- | ----- |
| França    | Martelo | 2 | 0 | 1 | 0 | 0 | 2 | 0 | 3 | 0 | X  | 8     |
| Dinamarca |         | 0 | 1 | 0 | 1 | 1 | 0 | 1 | 0 | 1 | X  | 5     |

| Pista B | LSFE    | 1 | 2 | 3 | 4 | 5 | 6 | 7 | 8 | 9 | 10 | Final |
| ------- | ------- | - | - | - | - | - | - | - | - | - | -- | ----- |
| China   |         | 0 | 0 | 0 | 0 | 1 | 0 | 0 | X | X | X  | 1     |
| Suécia  | Martelo | 2 | 2 | 1 | 0 | 0 | 2 | 2 | X | X | X  | 9     |

| Pista C       | LSFE    | 1 | 2 | 3 | 4 | 5 | 6 | 7 | 8 | 9 | 10 | Final |
| ------------- | ------- | - | - | - | - | - | - | - | - | - | -- | ----- |
| Canadá        | Martelo | 2 | 0 | 2 | 0 | 2 | 0 | 0 | 0 | 1 | X  | 7     |
| Coreia do Sul |         | 0 | 2 | 0 | 1 | 0 | 0 | 1 | 0 | 0 | X  | 4     |

| Pista D  | LSFE    | 1 | 2 | 3 | 4 | 5 | 6 | 7 | 8 | 9 | 10 | Final |
| -------- | ------- | - | - | - | - | - | - | - | - | - | -- | ----- |
| Escócia  | Martelo | 2 | 0 | 0 | 3 | 0 | 2 | 1 | 0 | 0 | X  | 8     |
| Alemanha |         | 0 | 1 | 1 | 0 | 2 | 0 | 0 | 0 | 1 | X  | 5     |

### 7ª rodada
4 de abril, 13h30
| Pista A | LSFE    | 1 | 2 | 3 | 4 | 5 | 6 | 7 | 8 | 9 | 10 | Final |
| ------- | ------- | - | - | - | - | - | - | - | - | - | -- | ----- |
| Noruega | Martelo | 2 | 2 | 0 | 1 | 0 | 0 | 1 | 0 | 2 | X  | 8     |
| Suécia  |         | 0 | 0 | 1 | 0 | 2 | 1 | 0 | 1 | 0 | X  | 5     |

| Pista B        | LSFE    | 1 | 2 | 3 | 4 | 5 | 6 | 7 | 8 | 9 | 10 | Final |
| -------------- | ------- | - | - | - | - | - | - | - | - | - | -- | ----- |
| Alemanha       |         | 1 | 0 | 0 | 2 | 0 | 0 | 1 | 1 | 0 | 0  | 5     |
| Estados Unidos | Martelo | 0 | 1 | 0 | 0 | 0 | 1 | 0 | 0 | 1 | 1  | 4     |

| Pista C | LSFE    | 1 | 2 | 3 | 4 | 5 | 6 | 7 | 8 | 9 | 10 | 11 | Final |
| ------- | ------- | - | - | - | - | - | - | - | - | - | -- | -- | ----- |
| Escócia |         | 1 | 1 | 0 | 0 | 0 | 1 | 0 | 1 | 0 | 0  | 1  | 5     |
| Chéquia | Martelo | 0 | 0 | 2 | 0 | 0 | 0 | 0 | 0 | 1 | 1  | 0  | 4     |

| Pista D | LSFE    | 1 | 2 | 3 | 4 | 5 | 6 | 7 | 8 | 9 | 10 | Final |
| ------- | ------- | - | - | - | - | - | - | - | - | - | -- | ----- |
| China   |         | 0 | 0 | 0 | 0 | 0 | 0 | 1 | 0 | X | X  | 1     |
| Suíça   | Martelo | 1 | 2 | 1 | 0 | 1 | 1 | 0 | 1 | X | X  | 7     |

### 8ª rodada
4 de abril, 19h30
| Pista A        | LSFE    | 1 | 2 | 3 | 4 | 5 | 6 | 7 | 8 | 9 | 10 | Final |
| -------------- | ------- | - | - | - | - | - | - | - | - | - | -- | ----- |
| Estados Unidos | Martelo | 2 | 0 | 0 | 1 | 0 | 0 | 0 | 0 | 0 | 0  | 3     |
| Canadá         |         | 0 | 0 | 2 | 0 | 0 | 0 | 0 | 1 | 1 | 1  | 5     |

| Pista B       | LSFE    | 1 | 2 | 3 | 4 | 5 | 6 | 7 | 8 | 9 | 10 | Final |
| ------------- | ------- | - | - | - | - | - | - | - | - | - | -- | ----- |
| Coreia do Sul |         | 0 | 1 | 0 | 5 | 0 | 1 | 0 | 3 | X | X  | 10    |
| Chéquia       | Martelo | 2 | 0 | 2 | 0 | 0 | 0 | 1 | 0 | X | X  | 5     |

| Pista C   | LSFE    | 1 | 2 | 3 | 4 | 5 | 6 | 7 | 8 | 9 | 10 | Final |
| --------- | ------- | - | - | - | - | - | - | - | - | - | -- | ----- |
| Suíça     | Martelo | 2 | 0 | 0 | 0 | 2 | 1 | 0 | 3 | 0 | X  | 8     |
| Dinamarca |         | 0 | 2 | 2 | 1 | 0 | 0 | 1 | 0 | 0 | X  | 6     |

| Pista D | LSFE    | 1 | 2 | 3 | 4 | 5 | 6 | 7 | 8 | 9 | 10 | Final |
| ------- | ------- | - | - | - | - | - | - | - | - | - | -- | ----- |
| França  |         | 1 | 1 | 0 | 1 | 0 | 0 | 2 | 0 | 0 | 1  | 6     |
| Noruega | Martelo | 0 | 0 | 1 | 0 | 2 | 0 | 0 | 0 | 2 | 0  | 5     |

### 9ª rodada
5 de abril, 8h30
| Pista A | LSFE    | 1 | 2 | 3 | 4 | 5 | 6 | 7 | 8 | 9 | 10 | Final |
| ------- | ------- | - | - | - | - | - | - | - | - | - | -- | ----- |
| China   | Martelo | 0 | 0 | 1 | 0 | 1 | 0 | 1 | 0 | 0 | X  | 3     |
| Escócia |         | 0 | 1 | 0 | 1 | 0 | 1 | 0 | 0 | 2 | X  | 5     |

| Pista B | LSFE    | 1 | 2 | 3 | 4 | 5 | 6 | 7 | 8 | 9 | 10 | Final |
| ------- | ------- | - | - | - | - | - | - | - | - | - | -- | ----- |
| Suíça   | Martelo | 2 | 0 | 2 | 0 | 2 | 1 | 0 | 1 | 0 | X  | 7     |
| Noruega |         | 0 | 0 | 0 | 2 | 0 | 0 | 1 | 0 | 1 | X  | 4     |

| Pista C  | LSFE    | 1 | 2 | 3 | 4 | 5 | 6 | 7 | 8 | 9 | 10 | 11 | Final |
| -------- | ------- | - | - | - | - | - | - | - | - | - | -- | -- | ----- |
| Suécia   |         | 0 | 2 | 0 | 1 | 0 | 0 | 2 | 1 | 1 | 0  | 1  | 8     |
| Alemanha | Martelo | 1 | 0 | 3 | 0 | 1 | 1 | 0 | 0 | 0 | 1  | 0  | 7     |

| Pista D        | LSFE    | 1 | 2 | 3 | 4 | 5 | 6 | 7 | 8 | 9 | 10 | Final |
| -------------- | ------- | - | - | - | - | - | - | - | - | - | -- | ----- |
| Estados Unidos |         | 1 | 0 | 0 | 5 | 0 | 2 | 0 | X | X | X  | 8     |
| Chéquia        | Martelo | 0 | 1 | 1 | 0 | 1 | 0 | 1 | X | X | X  | 4     |

### 10ª rodada
5 de abril, 13h30
| Pista A | LSFE    | 1 | 2 | 3 | 4 | 5 | 6 | 7 | 8 | 9 | 10 | 11 | Final |
| ------- | ------- | - | - | - | - | - | - | - | - | - | -- | -- | ----- |
| Suíça   | Martelo | 2 | 0 | 1 | 1 | 0 | 1 | 0 | 0 | 0 | 1  | 2  | 8     |
| Chéquia |         | 0 | 1 | 0 | 0 | 2 | 0 | 0 | 2 | 1 | 0  | 0  | 6     |

| Pista B | LSFE    | 1 | 2 | 3 | 4 | 5 | 6 | 7 | 8 | 9 | 10 | Final |
| ------- | ------- | - | - | - | - | - | - | - | - | - | -- | ----- |
| França  |         | 0 | 1 | 0 | 1 | 0 | 2 | 1 | 0 | 0 | X  | 5     |
| Canadá  | Martelo | 3 | 0 | 3 | 0 | 2 | 0 | 0 | 0 | 3 | X  | 11    |

| Pista C        | LSFE    | 1 | 2 | 3 | 4 | 5 | 6 | 7 | 8 | 9 | 10 | Final |
| -------------- | ------- | - | - | - | - | - | - | - | - | - | -- | ----- |
| Noruega        | Martelo | 2 | 0 | 1 | 0 | 0 | 1 | 0 | 1 | 0 | 2  | 7     |
| Estados Unidos |         | 0 | 1 | 0 | 2 | 1 | 0 | 1 | 0 | 1 | 0  | 6     |

| Pista D       | LSFE    | 1 | 2 | 3 | 4 | 5 | 6 | 7 | 8 | 9 | 10 | Final |
| ------------- | ------- | - | - | - | - | - | - | - | - | - | -- | ----- |
| Dinamarca     |         | 2 | 0 | 3 | 0 | 0 | 1 | 0 | 2 | 0 | X  | 8     |
| Coreia do Sul | Martelo | 0 | 1 | 0 | 3 | 1 | 0 | 4 | 0 | 1 | X  | 10    |

### 11ª rodada
5 de abril, 19h30
| Pista A       | LSFE    | 1 | 2 | 3 | 4 | 5 | 6 | 7 | 8 | 9 | 10 | Final |
| ------------- | ------- | - | - | - | - | - | - | - | - | - | -- | ----- |
| Alemanha      | Martelo | 0 | 1 | 2 | 0 | 4 | 1 | 0 | 1 | X | X  | 9     |
| Coreia do Sul |         | 0 | 0 | 0 | 1 | 0 | 0 | 2 | 0 | X | X  | 3     |

| Pista B   | LSFE    | 1 | 2 | 3 | 4 | 5 | 6 | 7 | 8 | 9 | 10 | Final |
| --------- | ------- | - | - | - | - | - | - | - | - | - | -- | ----- |
| Suécia    | Martelo | 1 | 0 | 2 | 4 | 0 | 2 | 0 | X | X | X  | 9     |
| Dinamarca |         | 0 | 1 | 0 | 0 | 2 | 0 | 0 | X | X | X  | 3     |

| Pista C | LSFE    | 1 | 2 | 3 | 4 | 5 | 6 | 7 | 8 | 9 | 10 | Final |
| ------- | ------- | - | - | - | - | - | - | - | - | - | -- | ----- |
| França  | Martelo | 1 | 0 | 1 | 3 | 2 | 0 | 3 | X | X | X  | 10    |
| China   |         | 0 | 2 | 0 | 0 | 0 | 1 | 0 | X | X | X  | 3     |

| Pista D | LSFE    | 1 | 2 | 3 | 4 | 5 | 6 | 7 | 8 | 9 | 10 | Final |
| ------- | ------- | - | - | - | - | - | - | - | - | - | -- | ----- |
| Canadá  | Martelo | 2 | 1 | 0 | 1 | 0 | 0 | 1 | 0 | 2 | X  | 7     |
| Escócia |         | 0 | 0 | 1 | 0 | 0 | 1 | 0 | 1 | 0 | X  | 3     |

### 12ª rodada
6 de abril, 8h30
| Pista A   | LSFE    | 1 | 2 | 3 | 4 | 5 | 6 | 7 | 8 | 9 | 10 | Final |
| --------- | ------- | - | - | - | - | - | - | - | - | - | -- | ----- |
| Dinamarca |         | 0 | 1 | 0 | 0 | 0 | 1 | X | X | X | X  | 2     |
| Noruega   | Martelo | 3 | 0 | 1 | 2 | 3 | 0 | X | X | X | X  | 9     |

| Pista B        | LSFE    | 1 | 2 | 3 | 4 | 5 | 6 | 7 | 8 | 9 | 10 | Final |
| -------------- | ------- | - | - | - | - | - | - | - | - | - | -- | ----- |
| Estados Unidos | Martelo | 2 | 1 | 0 | 3 | 0 | 1 | 0 | 0 | 1 | X  | 8     |
| Coreia do Sul  |         | 0 | 0 | 1 | 0 | 2 | 0 | 0 | 1 | 0 | X  | 4     |

| Pista C | LSFE    | 1 | 2 | 3 | 4 | 5 | 6 | 7 | 8 | 9 | 10 | Final |
| ------- | ------- | - | - | - | - | - | - | - | - | - | -- | ----- |
| Chéquia | Martelo | 0 | 1 | 0 | 2 | 1 | 0 | 0 | 0 | 0 | X  | 4     |
| Canadá  |         | 1 | 0 | 4 | 0 | 0 | 0 | 2 | 1 | 1 | X  | 9     |

| Pista D | LSFE    | 1 | 2 | 3 | 4 | 5 | 6 | 7 | 8 | 9 | 10 | Final |
| ------- | ------- | - | - | - | - | - | - | - | - | - | -- | ----- |
| Suíça   |         | 0 | 0 | 3 | 0 | 1 | 0 | 0 | 0 | 2 | 1  | 7     |
| França  | Martelo | 0 | 2 | 0 | 1 | 0 | 4 | 0 | 1 | 0 | 0  | 8     |

### 13ª rodada
6 de abril, 13h30
| Pista A | LSFE    | 1 | 2 | 3 | 4 | 5 | 6 | 7 | 8 | 9 | 10 | Final |
| ------- | ------- | - | - | - | - | - | - | - | - | - | -- | ----- |
| Canadá  |         | 0 | 4 | 0 | 3 | 0 | 2 | 0 | 1 | X | X  | 10    |
| Suécia  | Martelo | 1 | 0 | 2 | 0 | 1 | 0 | 2 | 0 | X | X  | 6     |

| Pista B  | LSFE    | 1 | 2 | 3 | 4 | 5 | 6 | 7 | 8 | 9 | 10 | Final |
| -------- | ------- | - | - | - | - | - | - | - | - | - | -- | ----- |
| Alemanha |         | 0 | 1 | 0 | 2 | 0 | 1 | 0 | 1 | 0 | 1  | 6     |
| França   | Martelo | 0 | 0 | 1 | 0 | 1 | 0 | 2 | 0 | 1 | 0  | 5     |

| Pista C   | LSFE    | 1 | 2 | 3 | 4 | 5 | 6 | 7 | 8 | 9 | 10 | Final |
| --------- | ------- | - | - | - | - | - | - | - | - | - | -- | ----- |
| Dinamarca |         | 0 | 0 | 2 | 0 | 1 | 0 | 0 | 0 | 0 | X  | 3     |
| Escócia   | Martelo | 2 | 0 | 0 | 3 | 0 | 0 | 0 | 0 | 2 | X  | 7     |

| Pista D       | LSFE    | 1 | 2 | 3 | 4 | 5 | 6 | 7 | 8 | 9 | 10 | Final |
| ------------- | ------- | - | - | - | - | - | - | - | - | - | -- | ----- |
| Coreia do Sul |         | 0 | 0 | 1 | 0 | 1 | 0 | 3 | 0 | 0 | X  | 5     |
| China         | Martelo | 0 | 2 | 0 | 4 | 0 | 2 | 0 | 0 | 1 | X  | 9     |

### 14ª rodada
6 de abril, 19h30
| Pista A        | LSFE    | 1 | 2 | 3 | 4 | 5 | 6 | 7 | 8 | 9 | 10 | Final |
| -------------- | ------- | - | - | - | - | - | - | - | - | - | -- | ----- |
| Estados Unidos |         | 0 | 1 | 0 | 1 | 0 | 0 | 1 | 0 | 1 | 0  | 4     |
| China          | Martelo | 0 | 0 | 0 | 0 | 0 | 1 | 0 | 2 | 0 | 2  | 5     |

| Pista B | LSFE    | 1 | 2 | 3 | 4 | 5 | 6 | 7 | 8 | 9 | 10 | Final |
| ------- | ------- | - | - | - | - | - | - | - | - | - | -- | ----- |
| Noruega |         | 0 | 2 | 0 | 0 | 3 | 1 | 0 | 0 | 0 | 1  | 7     |
| Escócia | Martelo | 1 | 0 | 3 | 0 | 0 | 0 | 0 | 0 | 1 | 0  | 5     |

| Pista C  | LSFE    | 1 | 2 | 3 | 4 | 5 | 6 | 7 | 8 | 9 | 10 | Final |
| -------- | ------- | - | - | - | - | - | - | - | - | - | -- | ----- |
| Alemanha | Martelo | 0 | 0 | 2 | 0 | 0 | 1 | 1 | 0 | 2 | 1  | 7     |
| Suíça    |         | 0 | 1 | 0 | 0 | 1 | 0 | 0 | 2 | 0 | 0  | 4     |

| Pista D | LSFE    | 1 | 2 | 3 | 4 | 5 | 6 | 7 | 8 | 9 | 10 | 11 | Final |
| ------- | ------- | - | - | - | - | - | - | - | - | - | -- | -- | ----- |
| Chéquia | Martelo | 2 | 0 | 0 | 1 | 0 | 1 | 0 | 0 | 1 | 0  | 1  | 6     |
| Suécia  |         | 0 | 1 | 1 | 0 | 1 | 0 | 1 | 1 | 0 | 0  | 0  | 5     |

### 15ª rodada
7 de abril, 8h30
| Pista A | LSFE    | 1 | 2 | 3 | 4 | 5 | 6 | 7 | 8 | 9 | 10 | Final |
| ------- | ------- | - | - | - | - | - | - | - | - | - | -- | ----- |
| Escócia | Martelo | 0 | 0 | 2 | 0 | 2 | 0 | 2 | X | X | X  | 6     |
| França  |         | 0 | 0 | 0 | 1 | 0 | 0 | 0 | X | X | X  | 1     |

| Pista B | LSFE    | 1 | 2 | 3 | 4 | 5 | 6 | 7 | 8 | 9 | 10 | Final |
| ------- | ------- | - | - | - | - | - | - | - | - | - | -- | ----- |
| Canadá  | Martelo | 2 | 0 | 1 | 1 | 0 | 0 | 0 | 0 | 0 | 1  | 5     |
| China   |         | 0 | 1 | 0 | 0 | 2 | 0 | 1 | 0 | 0 | 0  | 4     |

| Pista C       | LSFE    | 1 | 2 | 3 | 4 | 5 | 6 | 7 | 8 | 9 | 10 | Final |
| ------------- | ------- | - | - | - | - | - | - | - | - | - | -- | ----- |
| Coreia do Sul | Martelo | 0 | 2 | 0 | 1 | 0 | 0 | 1 | 0 | X | X  | 4     |
| Suécia        |         | 0 | 0 | 1 | 0 | 1 | 4 | 0 | 2 | X | X  | 8     |

| Pista D   | LSFE    | 1 | 2 | 3 | 4 | 5 | 6 | 7 | 8 | 9 | 10 | Final |
| --------- | ------- | - | - | - | - | - | - | - | - | - | -- | ----- |
| Alemanha  | Martelo | 0 | 1 | 0 | 0 | 2 | 2 | 1 | 0 | 1 | X  | 7     |
| Dinamarca |         | 0 | 0 | 0 | 2 | 0 | 0 | 0 | 1 | 0 | X  | 3     |

### 16ª rodada
7 de abril, 13h30
| Pista A  | LSFE    | 1 | 2 | 3 | 4 | 5 | 6 | 7 | 8 | 9 | 10 | Final |
| -------- | ------- | - | - | - | - | - | - | - | - | - | -- | ----- |
| Chéquia  |         | 2 | 1 | 0 | 1 | 0 | 3 | 0 | 0 | 0 | 2  | 9     |
| Alemanha | Martelo | 0 | 0 | 1 | 0 | 2 | 0 | 4 | 0 | 1 | 0  | 8     |

| Pista B | LSFE    | 1 | 2 | 3 | 4 | 5 | 6 | 7 | 8 | 9 | 10 | Final |
| ------- | ------- | - | - | - | - | - | - | - | - | - | -- | ----- |
| Suécia  | Martelo | 0 | 0 | 2 | 0 | 2 | 1 | 1 | 0 | 0 | 1  | 7     |
| Suíça   |         | 0 | 0 | 0 | 1 | 0 | 0 | 0 | 2 | 1 | 0  | 4     |

| Pista C | LSFE    | 1 | 2 | 3 | 4 | 5 | 6 | 7 | 8 | 9 | 10 | Final |
| ------- | ------- | - | - | - | - | - | - | - | - | - | -- | ----- |
| China   |         | 0 | 0 | 0 | 1 | 0 | 0 | 0 | 0 | 0 | X  | 1     |
| Noruega | Martelo | 2 | 0 | 0 | 0 | 0 | 0 | 0 | 0 | 1 | X  | 3     |

| Pista D        | LSFE    | 1 | 2 | 3 | 4 | 5 | 6 | 7 | 8 | 9 | 10 | Final |
| -------------- | ------- | - | - | - | - | - | - | - | - | - | -- | ----- |
| Escócia        |         | 0 | 0 | 0 | 0 | 1 | 0 | 2 | 2 | 1 | 1  | 7     |
| Estados Unidos | Martelo | 0 | 2 | 0 | 1 | 0 | 3 | 0 | 0 | 0 | 0  | 6     |

### 17ª rodada
7 de abril, 19h30
| Pista A       | LSFE    | 1 | 2 | 3 | 4 | 5 | 6 | 7 | 8 | 9 | 10 | Final |
| ------------- | ------- | - | - | - | - | - | - | - | - | - | -- | ----- |
| Coreia do Sul | Martelo | 1 | 0 | 1 | 0 | 1 | 0 | 2 | 0 | 1 | 0  | 6     |
| Suíça         |         | 0 | 3 | 0 | 1 | 0 | 2 | 0 | 0 | 0 | 1  | 7     |

| Pista B   | LSFE    | 1 | 2 | 3 | 4 | 5 | 6 | 7 | 8 | 9 | 10 | Final |
| --------- | ------- | - | - | - | - | - | - | - | - | - | -- | ----- |
| Dinamarca |         | 0 | 1 | 0 | 1 | 0 | 0 | 1 | 0 | 2 | 0  | 5     |
| Chéquia   | Martelo | 0 | 0 | 2 | 0 | 1 | 1 | 0 | 2 | 0 | 0  | 6     |

| Pista C        | LSFE    | 1 | 2 | 3 | 4 | 5 | 6 | 7 | 8 | 9 | 10 | Final |
| -------------- | ------- | - | - | - | - | - | - | - | - | - | -- | ----- |
| Estados Unidos | Martelo | 0 | 0 | 1 | 1 | 0 | 0 | 2 | 0 | 3 | 0  | 7     |
| França         |         | 1 | 1 | 0 | 0 | 2 | 1 | 0 | 2 | 0 | 2  | 9     |

| Pista D | LSFE    | 1 | 2 | 3 | 4 | 5 | 6 | 7 | 8 | 9 | 10 | Final |
| ------- | ------- | - | - | - | - | - | - | - | - | - | -- | ----- |
| Noruega |         | 0 | 0 | 2 | 0 | 2 | 0 | 1 | 1 | 0 | 1  | 7     |
| Canadá  | Martelo | 0 | 2 | 0 | 2 | 0 | 2 | 0 | 0 | 0 | 0  | 6     |

### Tie-break
8 de abril, 13h30
| Pista C | LSFE    | 1 | 2 | 3 | 4 | 5 | 6 | 7 | 8 | 9 | 10 | 11 | Final |
| ------- | ------- | - | - | - | - | - | - | - | - | - | -- | -- | ----- |
| França  | Martelo | 0 | 0 | 1 | 1 | 0 | 0 | 1 | 0 | 0 | 1  | 0  | 4     |
| Noruega |         | 0 | 0 | 0 | 0 | 2 | 0 | 0 | 1 | 1 | 0  | 1  | 5     |

## Playoffs
Nos playoffs, a equipe classificada em primeiro lugar enfrenta a segunda colocada, e a terceira enfrenta a quarta. A equipe vencedora do primeiro jogo se classifica para a final, enquanto a perdedora enfrenta a vencedora do segundo jogo na semifinal. As vencedoras da semifinal avançam à final e as perdedoras disputam o bronze contra a perdedora do segundo jogo dos playoffs.
|  | Playoff | Playoff | Playoff |   |   | Semifinal | Semifinal | Semifinal |   |         | Final | Final  | Final |
|  |         |         |         |   |   |           |           |           |   |         |       |        |       |
|  | 1       | Canadá  | 5       |   |   |           |           |           |   |         |       |        |       |
|  | 2       | Escócia | 2       |   |   |           |           |           |   |         | 1     | Canadá | 6     |
|  |         |         |         |   | 2 | Escócia   | 7         |           | 2 | Escócia | 5     |        |       |
|  |         | 4       | Noruega | 6 |   |           |           |           |   |         |       |        |       |
|  | 3       | Suécia  | 2       |   |   |           |           |           |   |         |       |        |       |
|  | 4       | Noruega | 7       |   |   |           |           |           |   |         |       |        |       |

|  | Decisão do 3º lugar |         |   |
|  |                     |         |   |
|  | 3                   | Suécia  | 7 |
|  | 4                   | Noruega | 6 |

### 1º contra 2º
8 de abril, 19h30
| Pista C | LSFE    | 1 | 2 | 3 | 4 | 5 | 6 | 7 | 8 | 9 | 10 | Final |
| ------- | ------- | - | - | - | - | - | - | - | - | - | -- | ----- |
| Canadá  | Martelo | 0 | 2 | 0 | 0 | 0 | 1 | 0 | 1 | 1 | X  | 5     |
| Escócia |         | 0 | 0 | 0 | 0 | 2 | 0 | 0 | 0 | 0 | X  | 2     |

### 3º contra 4º
9 de abril, 12h30
| Pista C | LSFE    | 1 | 2 | 3 | 4 | 5 | 6 | 7 | 8 | 9 | 10 | Final |
| ------- | ------- | - | - | - | - | - | - | - | - | - | -- | ----- |
| Suécia  |         | 1 | 0 | 0 | 0 | 0 | 1 | 0 | X | X | X  | 2     |
| Noruega | Martelo | 0 | 3 | 1 | 2 | 1 | 0 | 0 | X | X | X  | 7     |

### Semifinal
9 de abril, 17h00
| Pista C | LSFE    | 1 | 2 | 3 | 4 | 5 | 6 | 7 | 8 | 9 | 10 | 11 | Final |
| ------- | ------- | - | - | - | - | - | - | - | - | - | -- | -- | ----- |
| Escócia | Martelo | 2 | 0 | 1 | 0 | 1 | 0 | 0 | 0 | 2 | 0  | 1  | 7     |
| Noruega |         | 0 | 2 | 0 | 1 | 0 | 2 | 0 | 0 | 0 | 1  | 0  | 6     |

### Decisão do terceiro lugar
10 de abril, 12h00
| Pista C | LSFE    | 1 | 2 | 3 | 4 | 5 | 6 | 7 | 8 | 9 | 10 | Final |
| ------- | ------- | - | - | - | - | - | - | - | - | - | -- | ----- |
| Suécia  |         | 0 | 2 | 1 | 0 | 0 | 1 | 0 | 2 | 0 | 1  | 7     |
| Noruega | Martelo | 1 | 0 | 0 | 2 | 0 | 0 | 1 | 0 | 2 | 0  | 6     |

### Final
10 de abril, 17h00
| Pista C | LSFE    | 1 | 2 | 3 | 4 | 5 | 6 | 7 | 8 | 9 | 10 | Final |
| ------- | ------- | - | - | - | - | - | - | - | - | - | -- | ----- |
| Canadá  | Martelo | 1 | 0 | 0 | 0 | 3 | 0 | 0 | 2 | 0 | X  | 6     |
| Escócia |         | 0 | 0 | 2 | 1 | 0 | 1 | 0 | 0 | 1 | X  | 5     |

## Premiação
| Campeonato Mundial Masculino de Curling de 2011 |
| Canadá                                          |
| ----------------------------------------------- |
| CANADÁ Bicampeão (33º título)                   |